# جمعیت‌شناسی اسرائیل

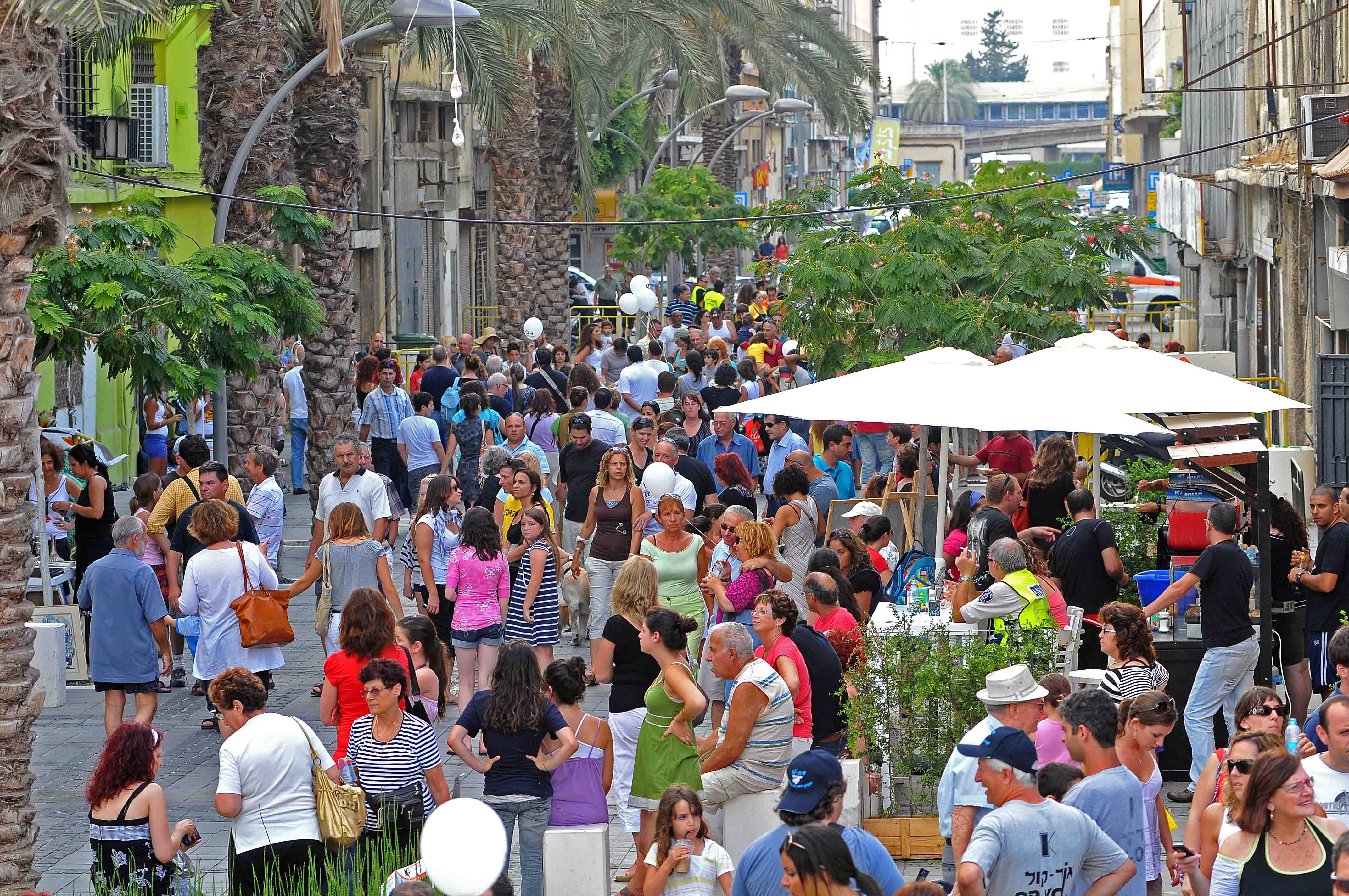
به دلیل گستردگی ساختار جمعیتی، اسرائیل مردمانی با فرهنگ‌های متنوعی را در خود جای داده است.

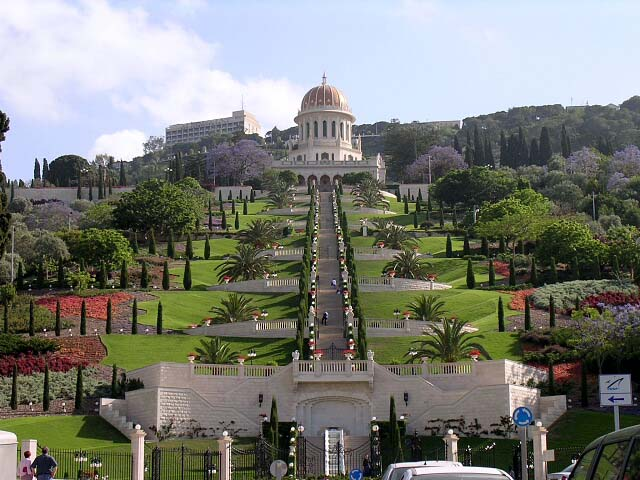
مقام اعلی، مقبره سید علی‌محمد باب در حیفا نمونه‌ای از معماری اسرائیلی و عمارتی برای بهائیان اسرائیل

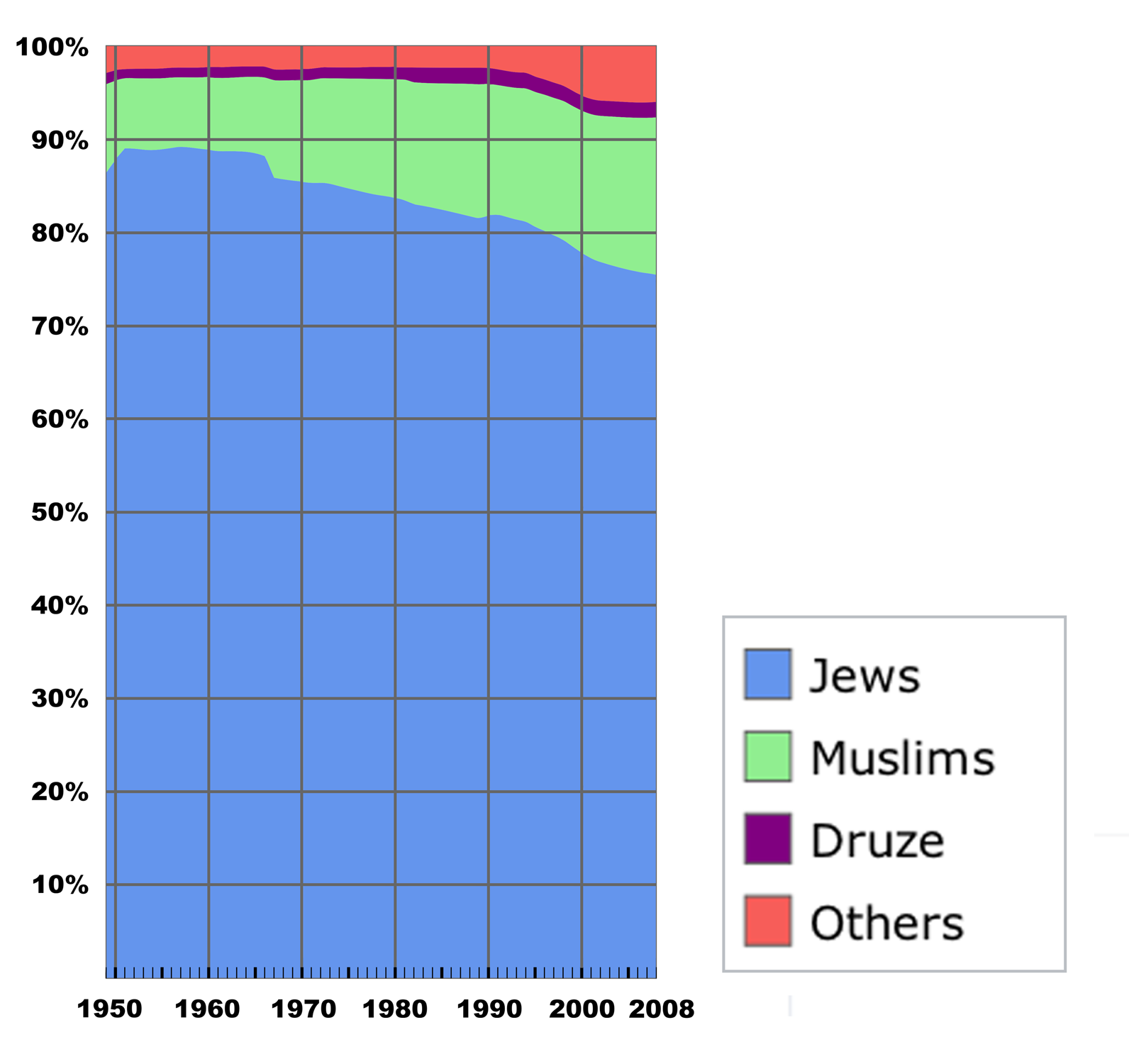
نمودار پراکندگی نژادی در اسراییل در بین سال‌های ۱۹۵۰ تا ۲۰۰۰

بر پایه آمار سال ۲۰۰۹میلادی، اسرائیل در حدود هفت میلیون و ۵۰۰ هزار نفر جمعیت داشته است که در حدود پنج میلیون و ۷۰۰ هزار نفر از ساختار جمعیتی آن را یهودیان تشکیل داده‌اند. مابقی ساختار جمعیتی از مسلمان‌ها، مسیحیان، دروزها و سامریون تشکیل شده است.
بزرگ‌ترین بخش از اقلیت‌های قومی را شهروندان موسوم به عرب اسرائیلی تشکیل می‌دهند. اعراب اسرائیل ۱۹٫۷ درصد از جمعیت اسرائیل را تشکیل می‌دهند. همچنین بر اساس آمار موجود، بیش از ۱۳۵هزار شهروند ایرانی‌تبار در کشور اسرائیل زندگی می‌کنند.

## تاریخ اسرائیل
با شکل‌گیری جنبش سیاسی صهیونیسم در سال ۱۸۹۷ و بیانیه بالفور در سال ۱۹۱۷ میلادی، جامعه ملل، در پایان جنگ جهانی اول و پس از سقوط امپراتوری عثمانی، قیمومیت بر فلسطین را به بریتانیا اعطا کرد، با هدف این‌که قیمومیت بریتانیا «پیش‌زمینه‌های مطلوب سیاسی، اقتصادی و امنیتی برای تأسیس خانه ملی یهودیان را عهده‌دار شود و همچنین برای حفاظت از حقوق مدنی و حقوق مذهبی از همه ساکنان سرزمین فلسطین، صرف‌نظر از نژاد و مذهب» بکوشد.

### شکل‌گیری صهیونیسم تا تشکیل دولت اسرائیل

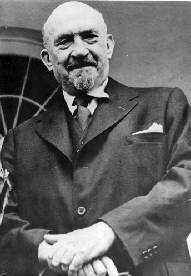
حییم وایزمن، شیمیدان روسی‌تبار یهودی و کاشف ماده اَسِتون، اولین رئیس‌جمهور اسرائیل بود.

ایجاد جنبش صهیونیسم موجب موج دوم مهاجرت به خاورمیانه شد (۱۹۰۴–۱۹۱۴) و بیش از ۴۰۰۰۰ یهودی به آن سرزمین مهاجرت کردند. در سال ۱۹۱۷ وزیر خارجه بریتانیا آرتور جی بالفور اعلامیه مشهوری را منتشر کرد که از در نظر گرفتن فلسطین به عنوان سرزمینی برای یهودی‌ها پشتیبانی شده بود. در ۱۹۲۰ فلسطین به‌عنوان عضوی از جامعه ملل تحت قیمومیت بریتانیا پذیرفته شد. مهاجرت یهودیان در موج سوم (۱۹۱۹–۱۹۲۳) و چهارم (۱۹۲۴–۱۹۲۹) پس از جنگ اول جهانی ادامه یافت. در شورش اعراب در ۱۹۲۹ در فلسطین، ۱۳۳ یهودی و از جمله ۶۷ نفر در هبرون کشته شدند. در پایان جنگ دوم جهانی، جمعیت یهودیان در فلسطین بیش از ۶۰۰۰۰۰ نفر بود.
در سال ۱۹۳۹، بریتانیا «نامه سفید (گزارش دولت) سال ۱۹۳۹» خود را منتشر نمود و در آن مهاجرت یهودیان و خرید زمین توسط آن‌ها را محدود نمود که شاید علت آن شورش‌های اعراب در فاصله سال‌های ۱۹۳۶–۱۹۳۹ بوده است. از دیدگاه انجمنهای یهودی و صهیونیست‌ها، این «نامه سفید» خیانت به اعلامیه ۱۹۱۷ بالفور بود.
ضمن آنکه اعراب نیز از این تصمیم راضی نبودند و خواهان توقف کامل مهاجرت یهودیان به این سرزمین بودند. اما این «نامه سفید» خط دهنده سیاست بریتانیا تا انتهای دوران قیمومیت بر آن سرزمین بود.
برحسب طرح تقسیم ارائه‌شده توسط سازمان ملل قرار بر این بود که این منطقه بین اعراب و یهودیان به‌طور مساوی تقسیم گردد و بیت‌المقدس(اورشلیم) نیز محدودهٔ تحت نظارت سازمان ملل قرار گیرد، تا از ایجاد برخورد جلوگیری شود. اما یهودی‌ها به طرح قانع نبودند و مناطق دیگری را نیز به اشغال درآورده و ضمیمه خاک خود کردند. اعراب نیز با تشکیل حاکمیتی یهودی به هر نحو مخالف بودند و مخالفت خود را اعلام کردند.

### بعد از تشکیل دولت اسرائیل
در سال ۱۹۴۸ با اشغال قسمت اعظمی از فلسطین، دولت اسرائیل در آسیای غربی در مشرق مدیترانه تشکیل شد. مساحت آن ۲۱٬۰۰۰ کیلومتر مربع و جمعیت آن ۳٬۶۹۰٬۰۰۰ تن است. پایتخت آن شهر تل آویو و شهرهای عمده آن اورشلیم و حیفا (بندر مهم) است. طبق قانون کنِسِت بنا بوده است، پایتخت این کشور به اورشلیم منتقل شود و سفارتخانه‌های خارجی نیز به آنجا برود، اما تاکنون فقط ایالات متحده آمریکا این تصمیم را به رسمیت شناخته است و مرکز نمایندگی اصلی خود را به اورشلیم منتقل کرده است و عملاً هنوز تل آویو پایتخت است.

## زبان در اسرائیل

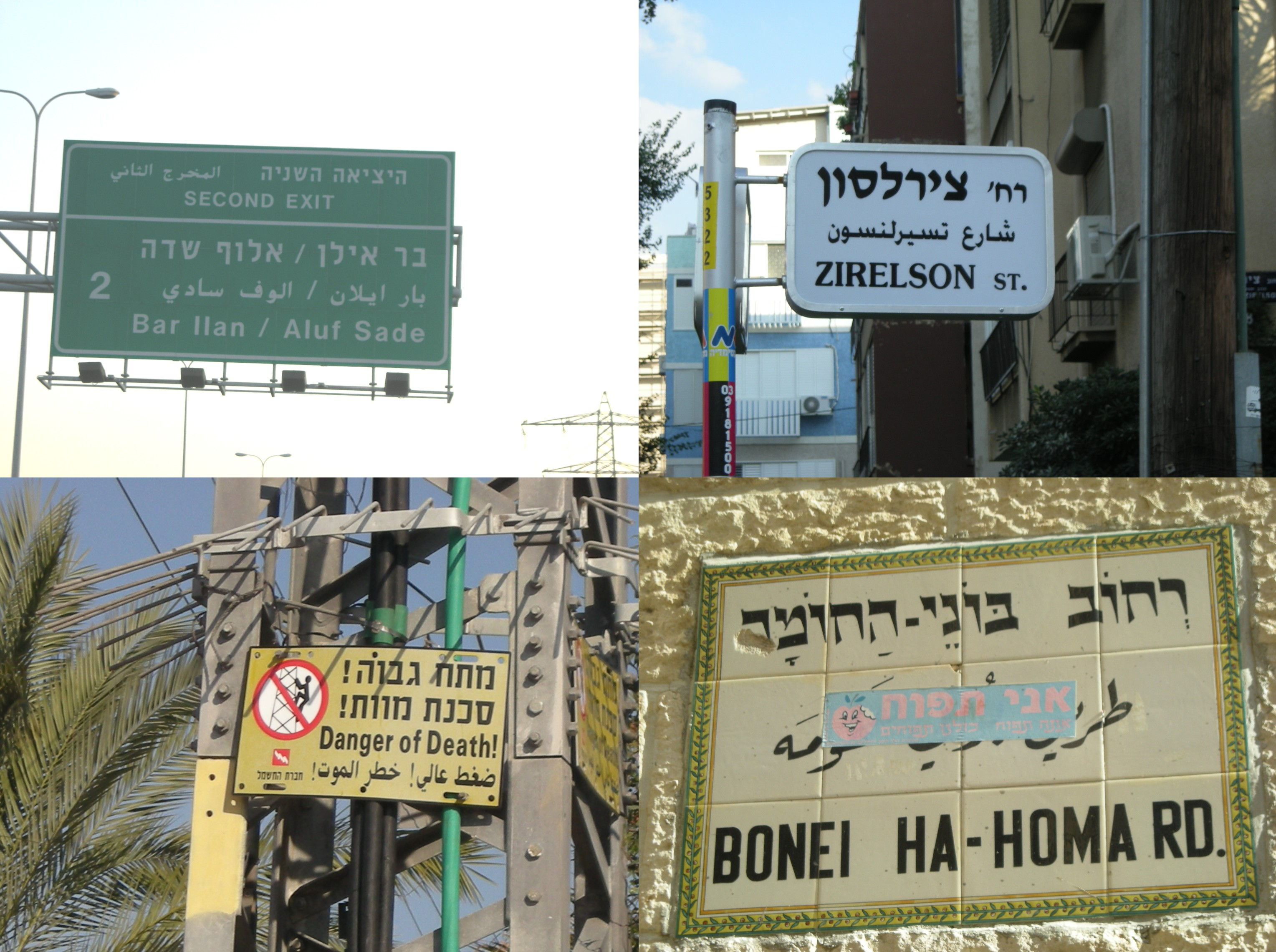
به دلیل ساختار مهاجرت‌پذیر اسرائیل، نام خیابان‌ها در اسرائیل به سه زبان عبری، عربی و انگلیسی نوشته می‌شوند.

عبری تنها زبان رسمی و اصلی کشور اسرائیل است. زبان‌های رایج دیگر در اسرائیل عبارت‌اند از: عربی، انگلیسی، روسی، ییدیش (زبان رایج میان یهودیان روسیه، لهستان و آلمان که مخلوطی از آلمانی و عبری است).
وزارت آموزش و پرورش اسرائیل یادگیری زبان عربی را در تمامی مدارس دولتی الزامی‌کرده است. هدف از این کار نزدیک کردن دو فرهنگ یهود و عرب به یکدیگر ذکر شده است. دو زبان عبری و عربی در پارلمان اسرائیل به عنوان زبان‌های رسمی شناخته می‌شوند و نمایندگان در صورت تمایل می‌توانند به زبان عربی در کنست سخن بگویند. به دلیل ساختار جمعیتی اسرائیل که عمدتاً از یهودیان و اعراب تشکیل شده است، اسامی تمامی خیابان‌های این کشور به دو زبان عبری و عربی نوشته شده است و تمامی فیلم‌های پخش شده باید دارای زیرنویس عبری و عربی باشند.

## آموزش عالی در اسرائیل

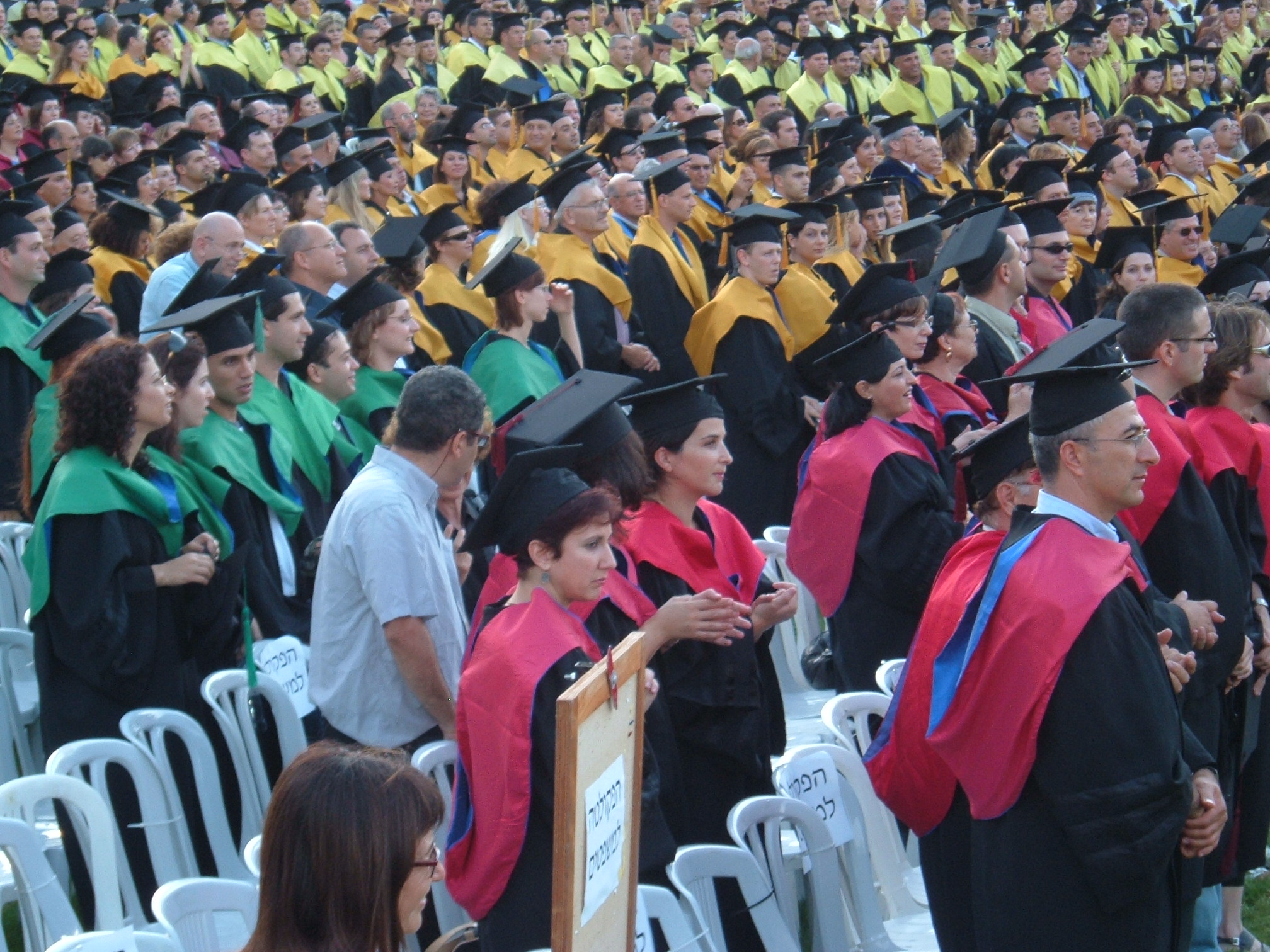
فارغ التحصیلان دورهٔ کارشناسی ارشد سال ۲۰۰۷ دانشگاه حیفا

آموزش در اسرائیل یکی از مهم‌ترین بخش‌های فرهنگ و نوع زندگی در اسرائیل است. مدارس و دانشگاه‌های اسرائیل، از سیستم سکولاریزم (ممانعت از دخالت دین در امور عمومی جامعه) پیروی می‌کنند.
۹۷٫۱٪ اسرائیلی‌ها باسواد هستند. این رقم یکی از بالاترین ارقام در میان تمامی کشورهای جهان و بالاترین در منطقه خاورمیانه است.

### دانشگاه‌های اصلی اسرائیل
- دانشگاه بن گوریون
- دانشگاه حیفا
- دانشگاه مذهبی برایلان
- دانشگاه عبری اورشلیم
- دانشگاه تل‌آویو
- دانشگاه صنعتی اسرائیل
- مؤسسه عالی علوم وایزمن

## علوم و فناوری در اسرائیل

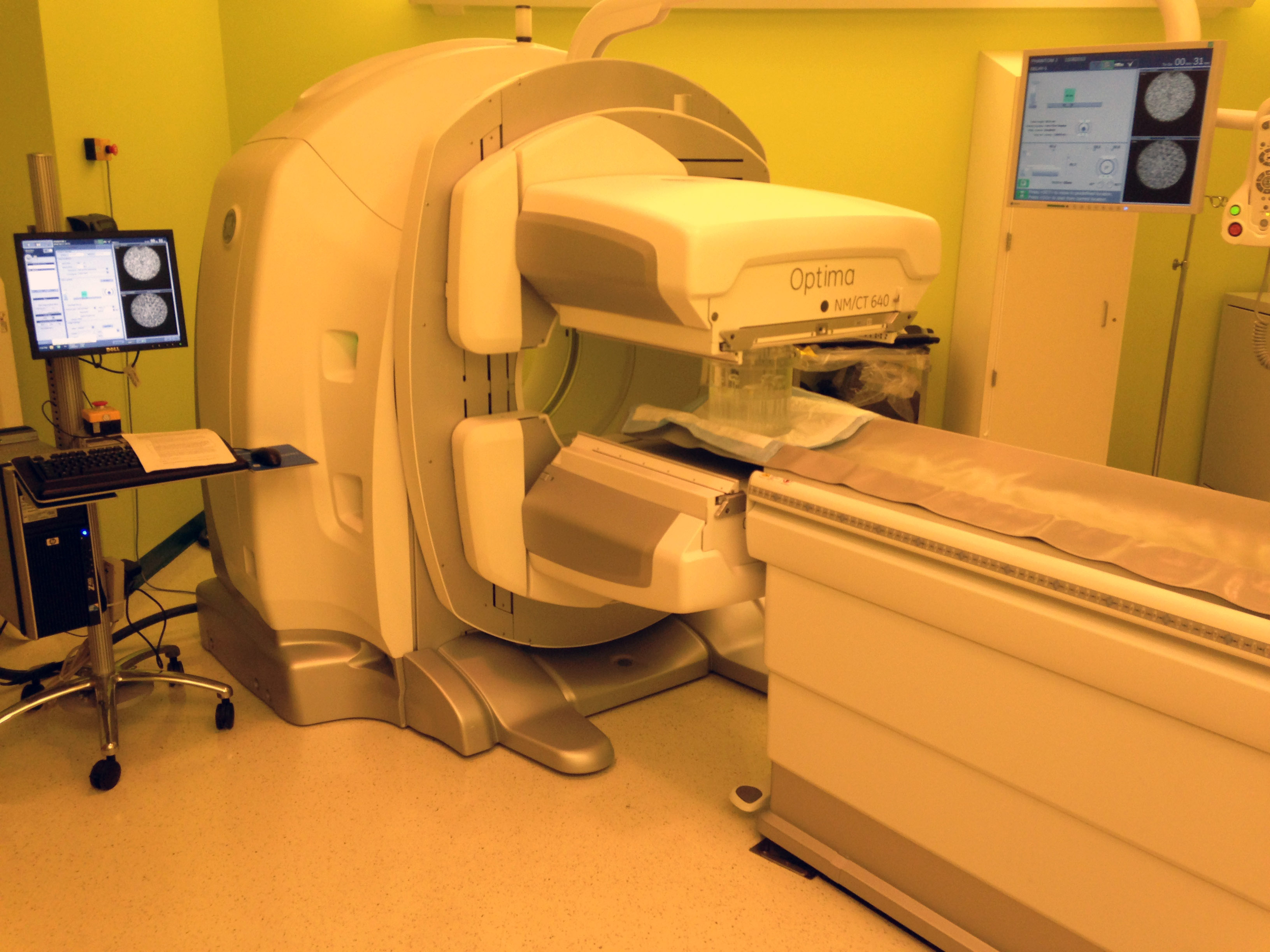
سیستم اسپکت-سی‌تی مدل Optima 640 متعلق به شرکت جنرال الکتریک آمریکا ساخت کشور اسراییل است

اسرائیل دارای درصد تعداد افراد شرکت‌کنندهٔ بالایی در تحقیقات علمی در جهان است. از هر ۱۰۰۰ اسرائیلی شاغل ۱۳۵ نفر مهندس هستند که دوبرابر درصد مهندسان در ایالات متحده آمریکا است. صنایع فناوری پیشرفته اسراییل بیش از ۴۲ درصد صادرات این کشور را تشکیل می‌دهند.
بسیاری از فناوریهای پیشرفته جهان در اسراییل منشأ و سرآغاز داشته‌اند از جمله ریزپردازنده Core 2 Duo متعلق به شرکت اینتل، فناوری فایل‌های Zip, و صنایع کشاورزی و فضایی. اسراییل موفقیت خود در فناوری پیشرفته را مدیون نیروی کار با دانش بالای فنی و بودجه تحقیق و توسعه کلانیست که هر ساله این کشور را در صدر کشورهای برتر جهان قرار داده است.

### علوم هوافضای در اسرائیل
اسرائیل اولین کشور در منطقه خاورمیانه و هشتمین کشور در جهان است که توانایی طراحی، ساخت و پرتاب ماهواره را دارا شد.
مهندسان سازمان هوافضای اسرائیل با همکاری گروهی از دانشجویان رشته هوافضا در دانشگاه صنعتی اسرائیل موفق شدند که برای اولین بار در تاریخ خاورمیانه، ماهواره و موشک ساخت کشور اسرائیل را به نام ماهواره اوفک-۱ در تاریخ ۱۹ سپتامبر ۱۹۸۸ میلادی و با موفقیت به فضا پرتاب کنند.

### برندگان جوایزه نوبل علوم و فناوری اسرائیل

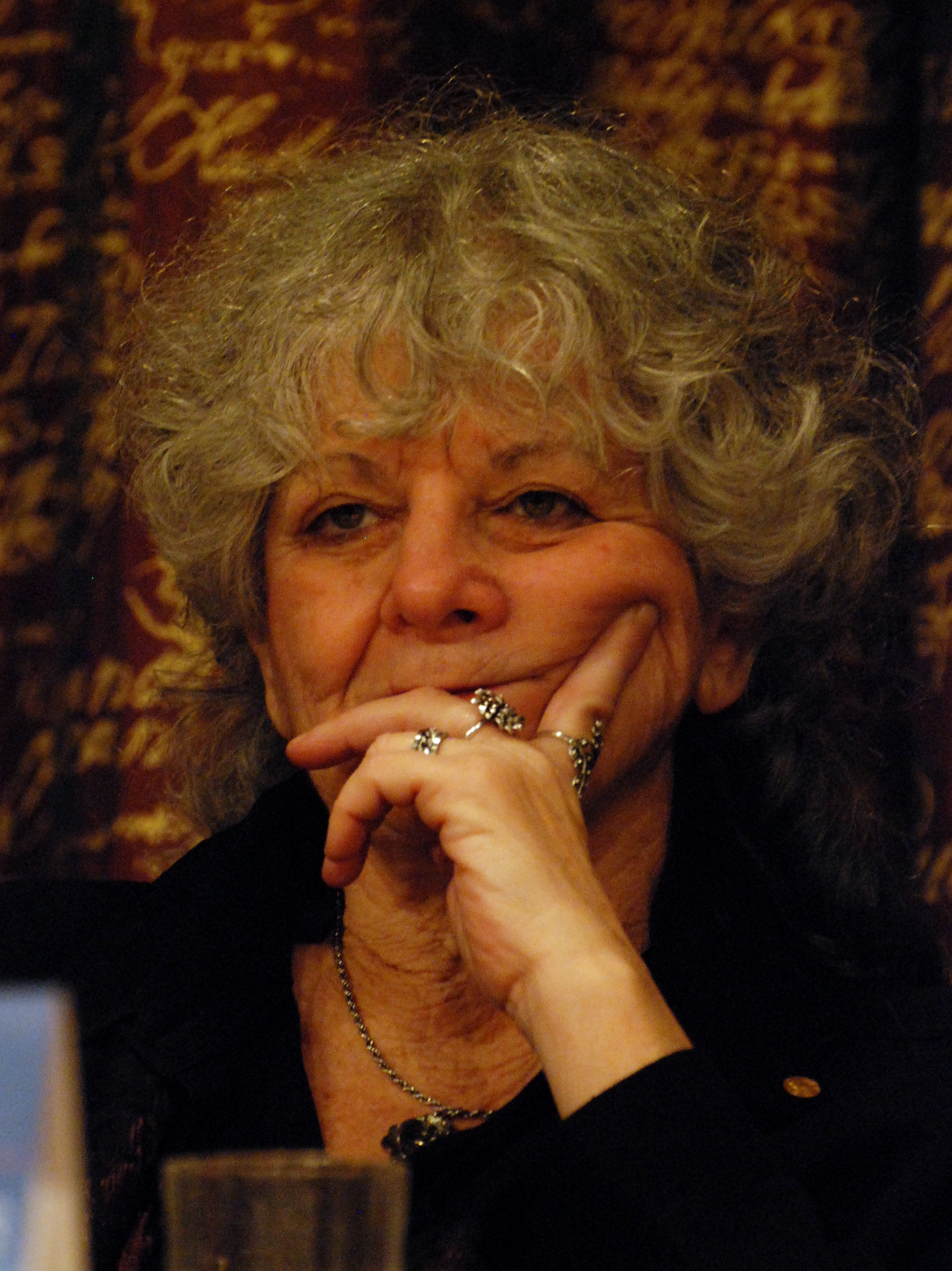
عادا یونات: نوبل شیمی ۲۰۰۹
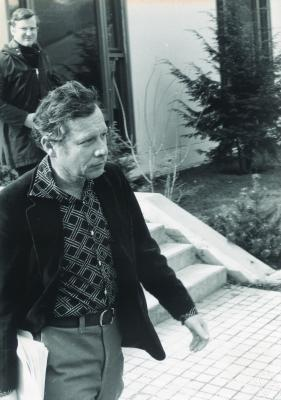
روبرت اومان: نوبل اقتصاد ۲۰۰۵
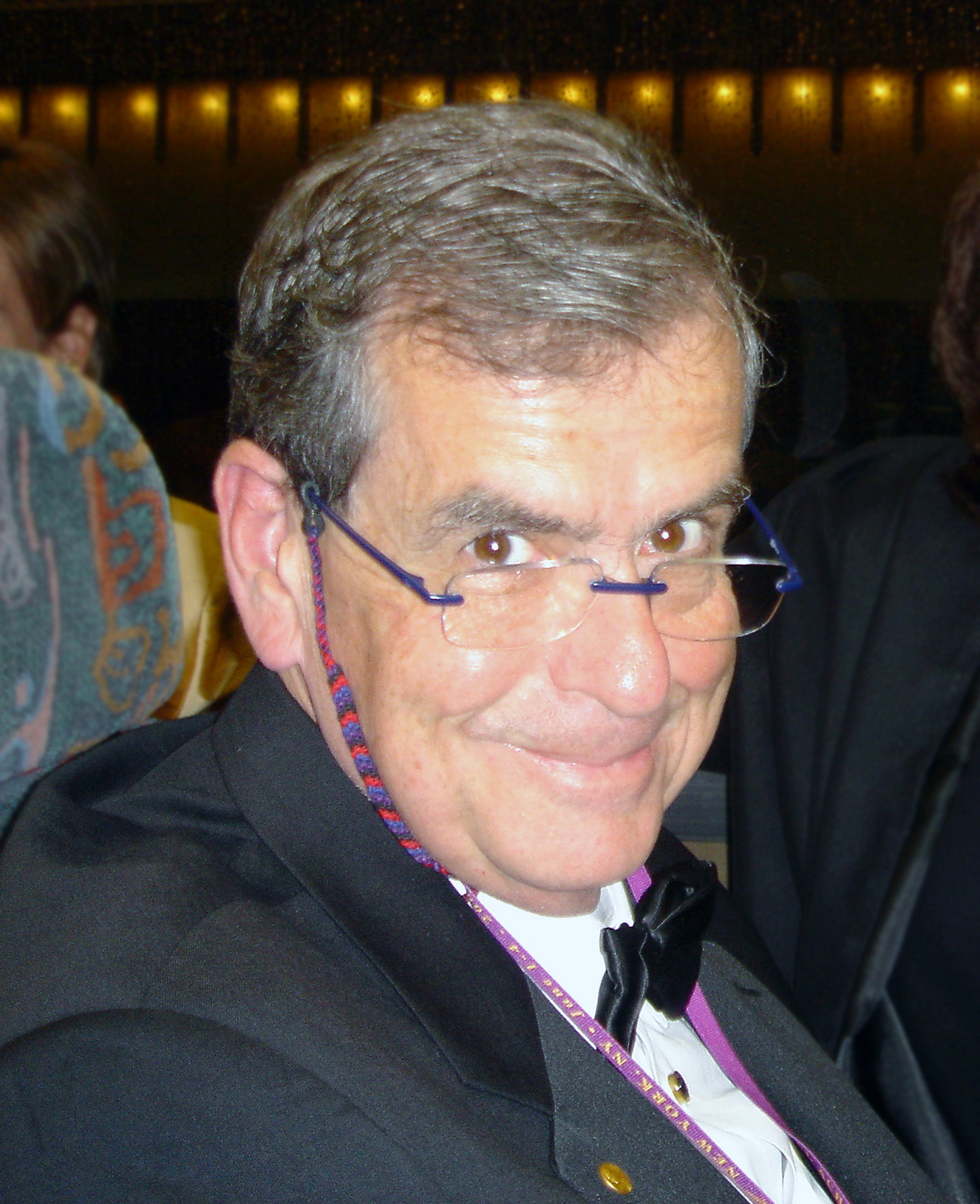
هارون تسیخانوور: نوبل شیمی ۲۰۰۴
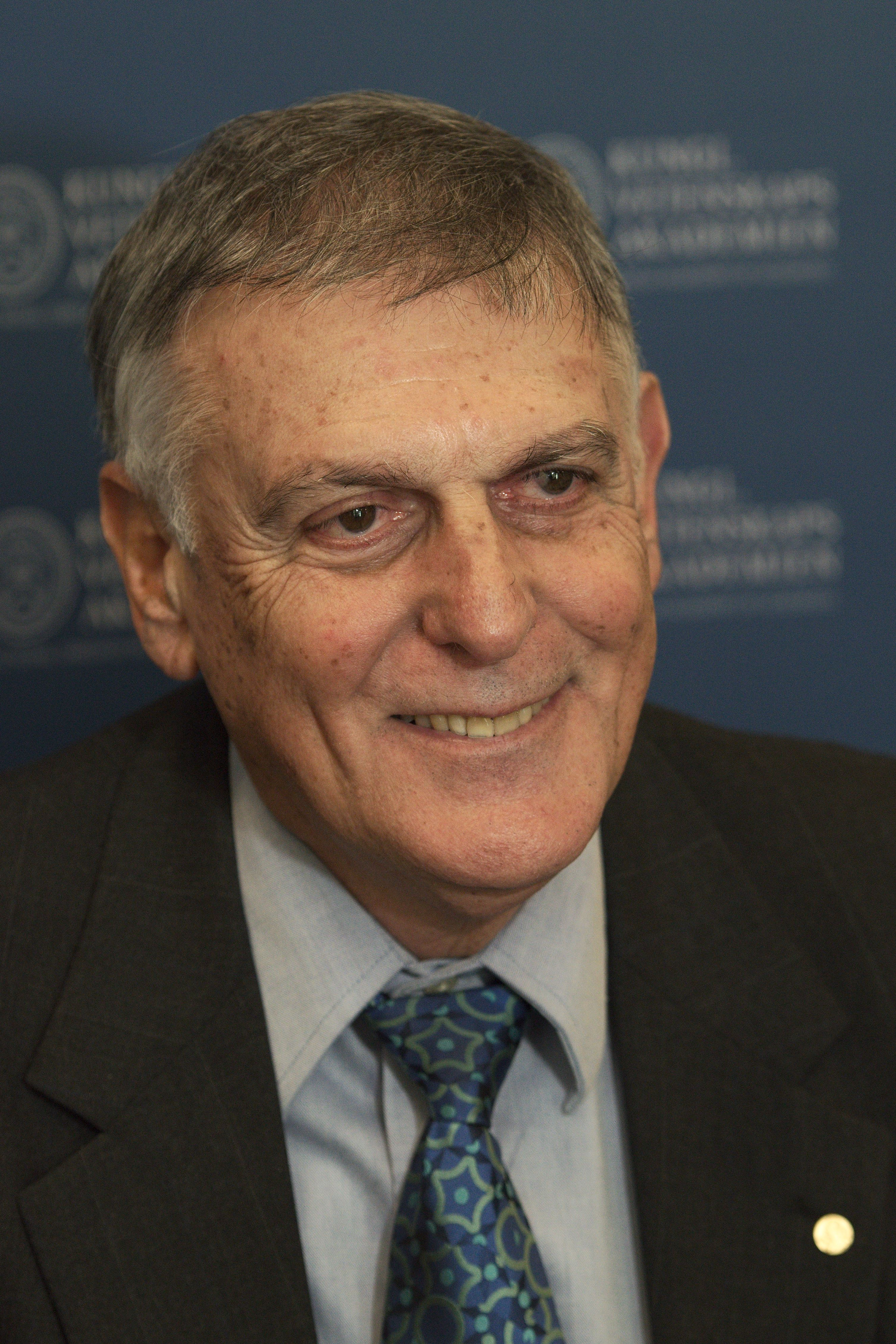
دن شختمن: نوبل شیمی ۲۰۱۱
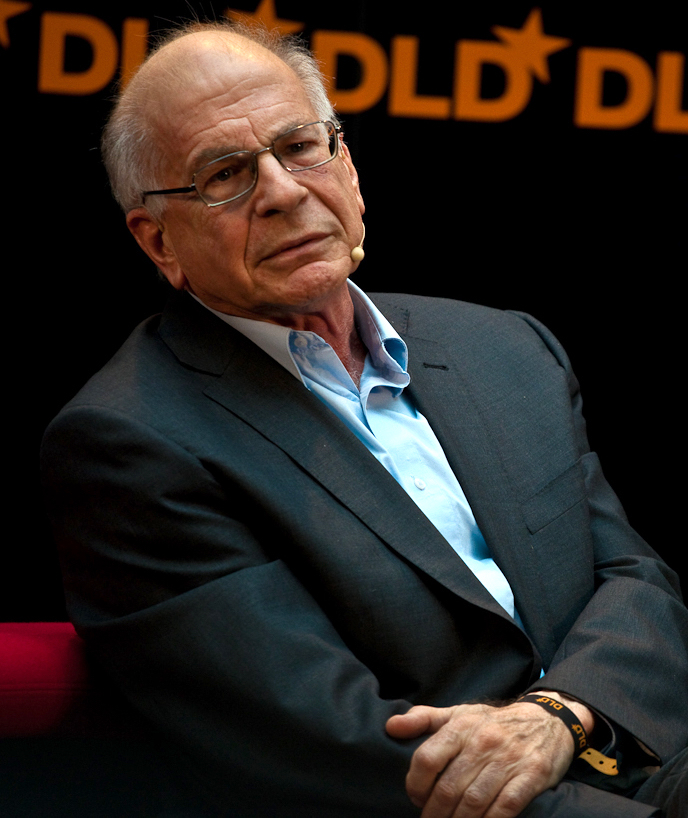
دانیل کاهنمن: نوبل اقتصاد ۲۰۰۲
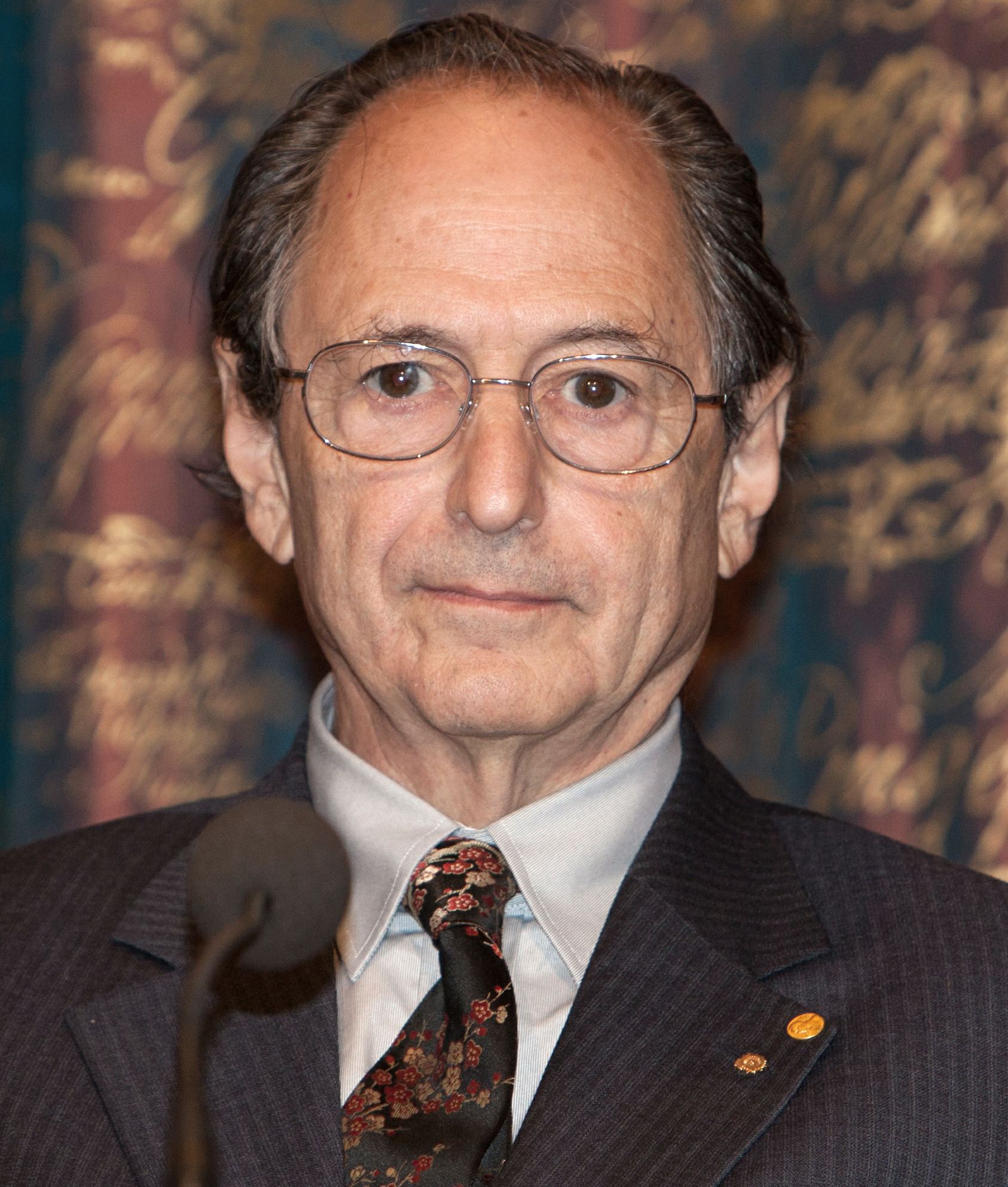
مایکل لویت: نوبل شیمی ۲۰۱۳
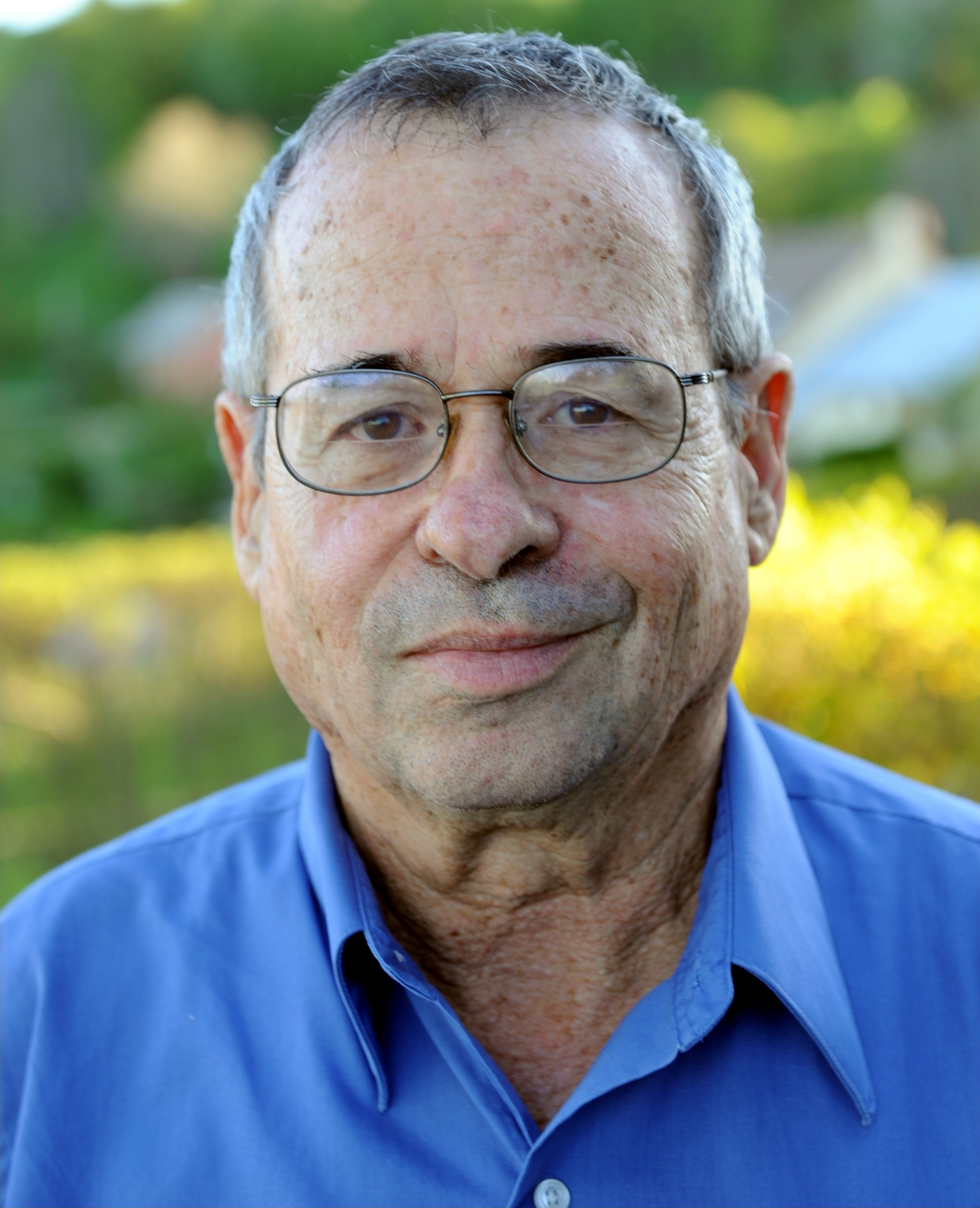
آریه وارشل: نوبل شیمی ۲۰۱۳
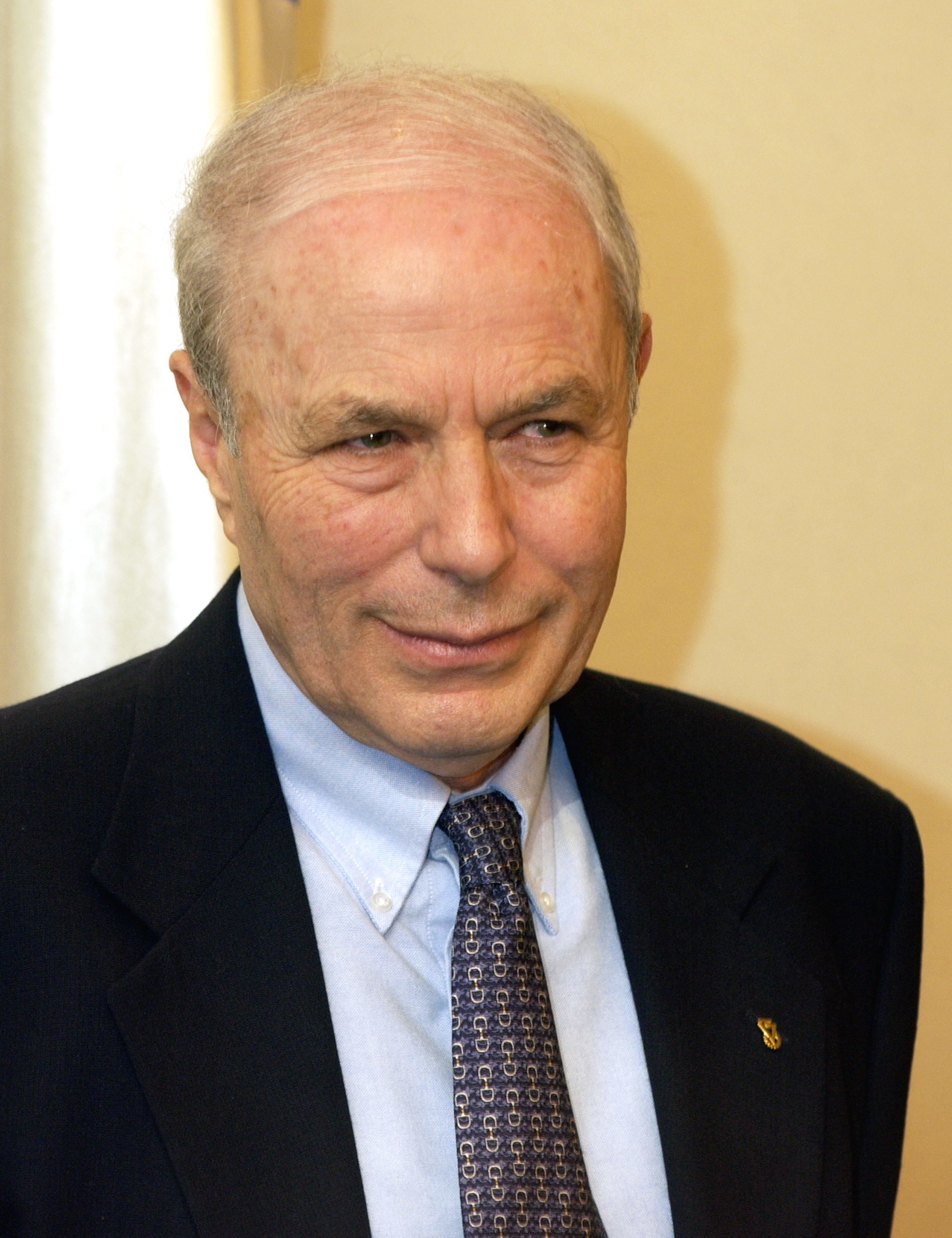
افرام هرشکو: نوبل شیمی ۲۰۰۴

## فرهنگ دینی متعصب در جامعه لائیک
تبعیض جنسیتی نیز در گروه‌های متعصب یهودی وجود دارد مانند ممنوعیت استفاده از «شال دعا» برای زنان یا با صدای بلند دعا خواندن. ماه مه ۲۰۱۳ در کنار دیوار ندبه با پرتاب بطری آب و سنگ توسط مردان و دختران متعصب یهودی به سمت «زنان دیوار» (زنان یهودی که تابوی شال دعای مردانه را شکسته بودند) شدت درگیری به حدی رسید که به مداخله مأموران پلیس و بازداشت افراد متعصب منجر شد. بی‌بی‌سی فارسی با اشاره به تعصبات دینی در جامعه لائیک اسرائیل از این موضوع خبر داد و افزود که چندی پیش از این رویداد دادگاهی رأی داده بود که نباید کسی را از عبادت با پوشش دلخواهش منع کرد اما این رأی با انتقادات شدید یهودیان متعصب روبرو شد. گروه‌های متعصب خواستار اجرای قوانین شریعت به‌طور کامل و اجرای مراسم ازدواج و طلاق به‌طور مذهبی تحت نظر و تابعیت خود هستند. دادستان کل اسرائیل به دولت توصیه کرده بود که برای پیشگیری از جدایی زنان از مردان در اتوبوس، گورستان و بیمارستان قوانینی تصویب شوند و قرار بود که دولت ائتلافی معافیت طلاب دینی یهودی از خدمت نظام وظیفه را پایان دهد و دروس تحت تسلط مذهبیون در مدارس را مورد بازنگری قرار دهد.
زنان در محیط‌های مذهبی اسرائیل اجازه ندارند دامن کوتاه بپوشند. اوائل دسامبر ۲۰۱۶ پارلمان مقرراتی را وضع کرد که در آن لباس‌های «آستین حلقه‌ای، تاپ، دامن کوتاه و سه‌ربع، دمپایی، صندل و لباس‌هایی با شعار سیاسی» را مصداق «پوشش نامناسب» خواند و تعیین کرد که افراد بالای ۱۴ سال چه کارمند چه بازدیدکننده با چنین پوششی اجازه ورود به این ساختمان را ندارند. ۵ دسامبر مأموران نگهبانی پارلمان، با عنوان پوشش نامناسب، مانع ورود برخی زنان شدند. ۱۴ دسامبر حدود ۳۰ زن بیشتر از دستیاران و مشاوران اعضای کنست (پارلمان اسرائیل) مقابل این ساختمان تجمع اعتراضی تشکیل دادند؛ موضوع مورد بحث اندازه گرفتن دامن توسط نگهبانان بود و اینکه در این مقررات تعیین نشده که چه اندازه‌ای از دامن، کوتاه قلمداد می‌شود. ۱۵ دسامبر ۲۰۱۶ بی‌بی‌سی فارسی با اشاره به مجموع این رویدادها، به نقل از رویترز از حمایت رئیس کنست، یوری الدشتاین از موضوع پوشش مناسب در پارلمان اسرائیل خبر داد؛ وی در این باره گفت که کنست تبدیل به «ایران یا طالبان» نشده است.

## آزادی‌های اجتماعی و رسانه‌ای
قوانین کشور اسرائیل مبتنی بر اصول دموکراسی و سکولاریسم نوشته شده است.
این کشور از لحاظ آزادی‌های اجتماعی و روند دمکراسی پیشروترین کشور در منطقه خاورمیانه محسوب می‌شود، با این حال دولت اسرائیل مجوز چنین آزادی را در سرزمین‌های فلسطینی تحت اشغال نمی‌دهد. به گفته سازمان گزارشگران بدون مرز سربازان اسرائیلی علیه خبرنگاران عربی که برای رسانه‌های محلی یا دیگر کشورهای عربی کار می‌کنند تبعیض قائل شده و با آنان بدرفتاری می‌کنند. در خود اسرائیل نیز بحث آزادی بیان خصوصاً زمانی مفهوم پیدا می‌کند که قرار است در مورد مسئله فلسطین سخن گفته شود. در اسرائیل قانون خاصی برای مطبوعات وجود ندارد و در صورتی هم که رسانه‌ها با اعتراض و اقامه دعوا روبرو شوند در دادگاه‌های عادی به جرایم آن‌ها رسیدگی می‌شود.
تمامی جراید اسرائیلی مستقل هستند. سازمان گزارشگران بدون مرز، که یک سازمان بین‌المللی دفاع از مطبوعات است، در گزارشی که در سال ۲۰۰۵ منتشر کرد، رسانه‌های اسرائیلی را «مقتدر و مستقل» خواند اما افزود ارتش اسرائیل به کرات مانع فعالیت روزنامه‌نگاران فلسطینی و خارجی شده است. قابل ذکر است متن تمام روزنامه‌های فلسطینی قبل از چاپ باید توسط مقامات اسرائیلی مورد بازبینی قرار گیرد.
چندهمسری در اسرائیل غیرقانونی است.
جامعه همجنس‌گرایان دارای آزادی‌های وسیع اجتماعی در این کشور هستند، هرچند برخی گروه‌های مذهبی محافظه‌کار در اسرائیل با این آزادی‌ها مخالفند. همچنین مجازات اعدام در کشور اسرائیل وجود ندارد و این مجازات از قوانین کیفری لغو شده است.

## نژادپرستی در اسرائیل
نژادپرستی در اسرائیل به دو صورت دیده می‌شود: نژادپرستی از سوی یهودیان ضد اعراب و تبعیض نژادی بین گروه‌های مختلف یهودی (از جمله علیه یهودیان اتیوپیایی، یهودیان هندی، یهودیان میزراحی و یهودیان رنگین‌پوست).تبعیض ضد اعراب مسلمان در ابعاد مختلفی از جمله سیاست‌ها، آموزش، دیدگاه‌های فردی و رسانه دیده می‌شود.